# Lista de lugares de suicídio

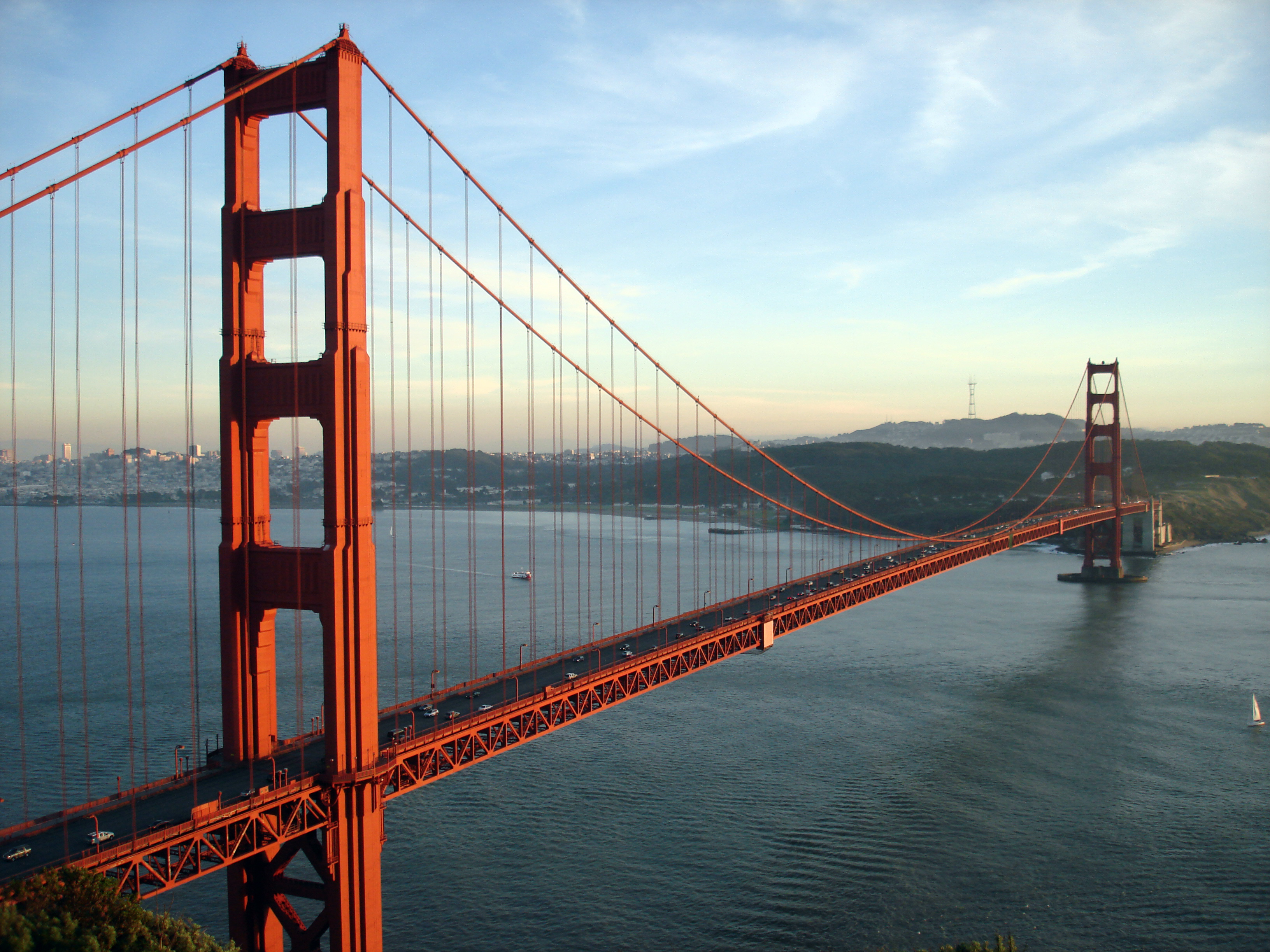
Ponte Golden Gate

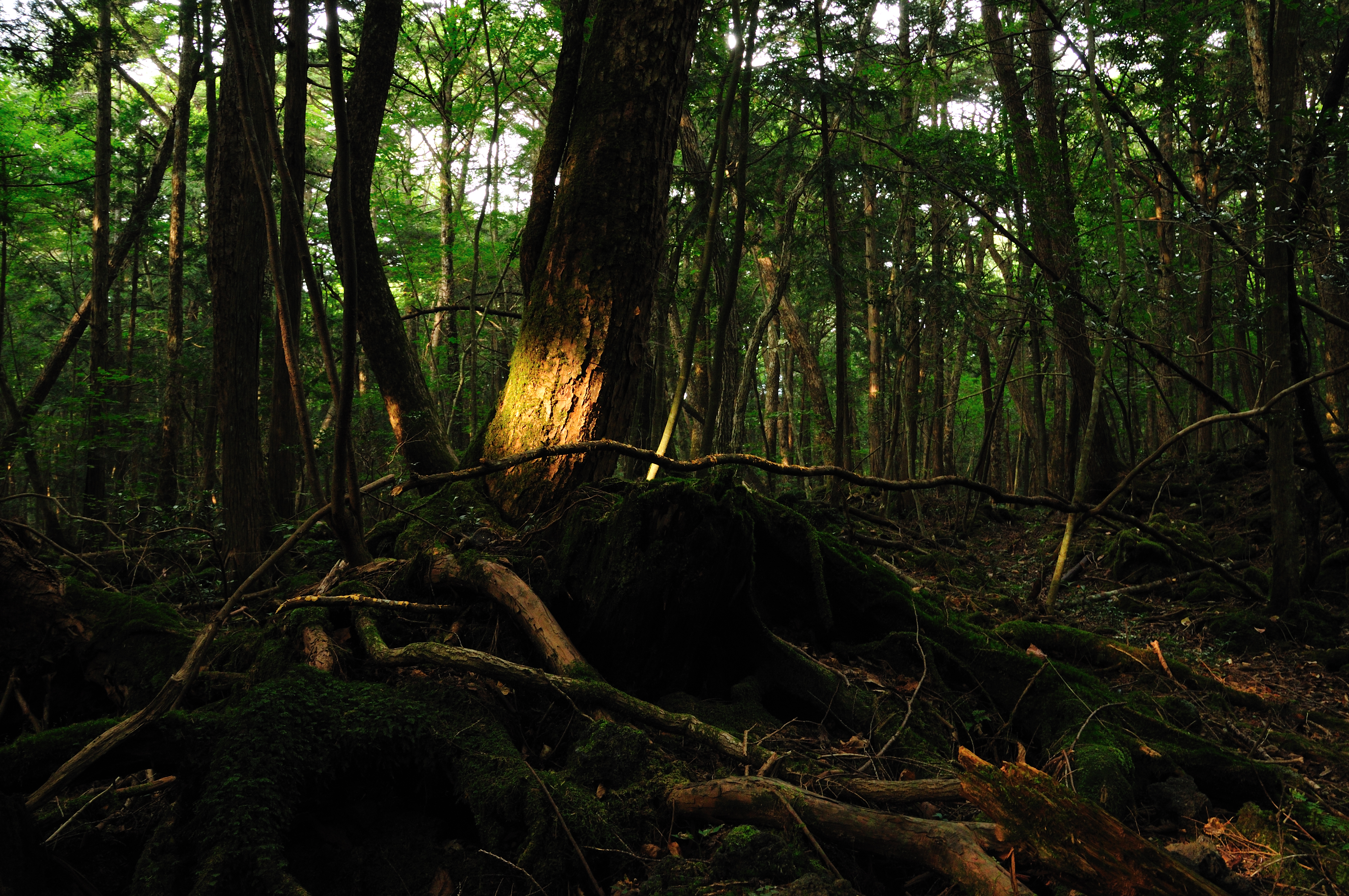
Floresta de Aokigahara

Esta é uma lista de lugares historicamente frequentemente escolhidos para cometer suicídio. Alguns dos lugares listados instalaram barreiras para suicidas ou outras precauções. 
É difícil determinar o número exato de vítimas, haja vista que jurisdições e agências da mídia não divulgam abertamente as estatísticas para não encorajar outras pessoas a cometerem o ato.
- Ponte Golden Gate, em São Francisco, Califórnia — mais de 1.500 suicídios, é o lugar onde mais se cometem suicídios no mundo.[1][2]

- Aokigahara, floresta no Monte Fuji, no Japão — aproximadamente 80 suicídios por ano, é o segundo lugar em que mais se comete suicídios no mundo e o primeiro no Japão.[3]

- Beachy Head, East Sussex, Inglaterra, Reino Unido — 20 suicídios por ano.[4]

- Ponte Humber, Kingston upon Hull, Inglaterra, Reino Unido — mais de duzentos incidentes com pessoas pulando ou caindo da ponte desde 1981, houve apenas um sobrevivente.[5]

- Coronado Bridge, San Diego, Califórnia — mais de duzentos suicídios entre 1972 e 2000.[6]

- George Washington Memorial Bridge, Seattle, Washington — mais de 230 suicídios desde 1932, 50 entre 1997 e 2007.

- Ponte Jacques-Cartier, Montreal, Quebec, Canadá — mais de 150 incidentes. Instaladas barreiras contra suicidas desde 2003.[7]

- Ponte de Foresthill, Auburn, Califórnia — estimados 55 suicídios desde a construção em 1973, atualmente o número deve ser maior.[8][9]

- Göltzschtalbrücke, Reichenbach im Vogtland, Alemanha — local de maior número de suicídios na Alemanha, mantido sob a supervisão policial.[10]

- Grafton Bridge, Nova Zelândia — barreiras contra suicidas desde 2003.[11]

- Cataratas do Niágara — entre 1856 e 1995 ocorreram 2.780 suicídio nas quedas d'água, uma média de 20-25 ao ano.[12]

- The Gap, Sydney, Nova Gales do Sul, Austrália — estimados 50 suicídios por ano.[13]

- West Gate Bridge, Melbourne, Austrália — tem em média um suicídio a cada três semanas.[14]

- Nanjing Yangtze River Bridge, Najing, China — mais de duzentos suicídios entre 1997 e 2007.

- Wuhan Yangtze River Bridge, Wuhan, China — aproximadamente 25 suicídios por ano.

- Falésias de Moher, Condado de Clare, Irlanda — 4 suicídios em 2008.[15]

Lugar muito procurado por pessoas na região, para praticar tal ato contra a própria vida.